# Будівля Джона Адамса

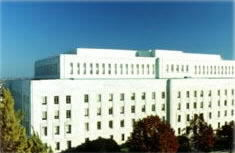
Будівля Джона Адамса

Будівля Джона Адамса — одна з трьох будівель Бібліотеки Конгресу. Спершу будівлю було споруджено як прибудову до головного корпусу Бібліотеки (Будівля Томаса Джефферсона). Урочисте відкриття будівлі Джона Адамса відбулося 3 січня 1939 року. Будівля розташована на вулиці Друга-стріт між Індепенденс-авеню та Іст-Кепітол-стріт у Вашингтоні, округ Колумбія.

## Історія
Проект спорудження нової будівлі Бібліотеки був представлений Конгресу США 1928 року за наполяганням бібліотекаря Герберта Патнема. Законопрект був представлений сенатором США Робертом Льюїсом, головою комітету Палати представників, який займався питаннями бібліотеки. 13 червня 1930 року було виділено $ 6,5 млн на будівництво нової будівлі, прокладку підземного переходу до головного будинку бібліотеки та на внесення змін у східний фасад головної будівлі, включаючи створення залу рідкісної книги. Додаткове фінансування, що було затверджене 6 червня 1935, становило $ 8 226 457.
Архітектор Капітолія Девід Лінн взявся за проект та замовив архітектурній компанії Pierson & Wilson з Вашингтона дизайн нової будівлі, архітектором-консультантом став Александр Буел Троубрідж. Контракт передбачав завершення будівництва 24 червня 1938 року, але будівля не була завершена до 2 грудня 1938 року. Переїзд відділу мап почався 12 грудня, а для публіки нова будівля стала доступна з 3 січня 1939 року.
Будівля має п'ять поверхів над землею, причому п'ятий поверх відступає від основного корпусу на 11 метрів. Будівля має 290 км книжкових полиць (порівняно з 167 км у будівлі Джефферсона) і може вміщати десять мільйонів томів. Всього в будівлі 12 рівнів, починаючи з підвалу і до 4-о поверху. Кожний рівень містить близько 53  000 м² полиць.
13 квітня 1976 року на церемонії, присвяченій дню народження Томаса Джефферсона, в меморіалі Джефферсона президент США Джеральд Форд підписав акт про зміну назви з Додаткової будівлі Бібліотеки Конгресу на Будівлю Томаса Джефферсона Бібліотеки Конгресу. 13 червня 1980 року будівля офіційно одержала свою нинішню назву, на честь Джона Адамса, другого президента США, який 1800 року схвалив закон про створення Бібліотеки Конгресу.
Будівля оздоблена білим мармуром з штату Джорджія, а в конструкції застосовані нові матеріали, такі як акустичні панелі, пластик Formica, вітроліт та скляні трубки.

## Бронзові вхідні двері Лі Лорі

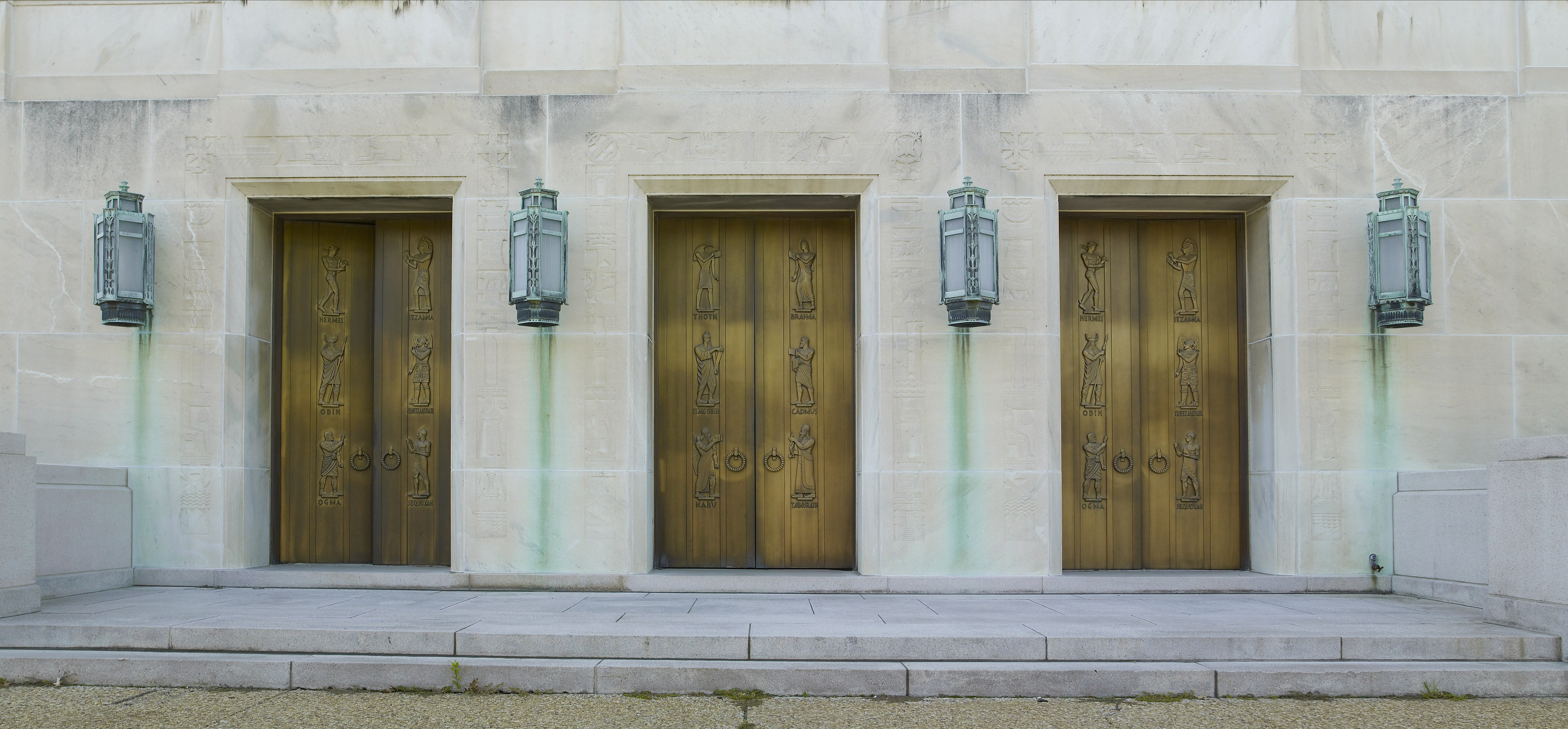
Лі Лорі, скульптурні бронзові фігури, східні вхідні двері

На честь історії писемності скульптор Лі Лорі зобразив різні фігури на бронзових дверях західного та східного входу.
На фігурах зображені:
- Гермес, посланець бога
- Одін, головний бог в германо-скандинавському пантеоні, творець рунічного алфавіту.
- Огма, ірландський творець галльського алфавіту.
- Іцамна, бог майя.
- Кетцалькоатль, бог ацтеків.
- Секвоя, вождь, творець абетки черокі.
- Той, єгипетський бог.
- Цан Цзе, творець китайської писемності.
- Набу, аккадський бог мудрості.
- Брагма, індуїстський бог творення.
- Кадм, творець еллінської писемності.
- Тахмурас, перський творець писемності.